# Solano (kommun)
Solano är en kommun i Colombia.   Den ligger i departementet Caquetá, i den södra delen av landet, 500 km söder om huvudstaden Bogotá. Antalet invånare är 19 427.